# Număr prim
Un număr prim este un număr natural, mai mare decât 1, care are exact doi divizori pozitivi: numărul 1 și numărul în sine. Acești divizori sunt improprii. Un număr prim este deci nefactorizabil.
Opusul noțiunii de număr prim este cel de număr compus.
Cel mai mic număr prim este 2; în afară de 2 toate numerele prime sunt numere impare. Există o infinitate de numere prime, fapt demonstrat de Euclid în Antichitate prin intermediul reducerii la absurd.

## Definiție
- Un număr natural p > 1 se numește prim dacă : p | ab  atunci p | a  sau p | b, unde a, b sunt numere naturale. De exemplu 15 | 3 . 5, dar 15 {\displaystyle \nmid } 3, 15 {\displaystyle \nmid } 5, adică 15 nu este număr prim. Aceasta este o proprietate esențială a numerelor prime, iar cele două definiții sunt echivalente pentru inelul {\displaystyle ({\mathbb {Z} },+,\cdot )}, dar nu sunt echivalente în orice inel integru.
- Mulțimea numerelor prime poate fi notată MP={2, 3, 5, 7, 11, 13, 17, 19, 23, ... infinit} și se poate indexa cu indecși naturali consecutivi astfel: MP={P(1)=2, P(2)=3, P(3)=5, P(4)=7, P(5)=11, P(6)=13, P(7)=17, P(8)=19, P(9)=23,....P(n), P(n+1), ...P(infinit)}, cu P(n) fiind al n-lea număr prim din șirul/mulțimea numerelor prime MP (care este o mulțime cu o infinitate de elemente).
- Există de asemenea și o infinitate de subtipuri posibile de numere prime. Un subtip special de numere prime îl constituie numerele prime cu indecși la rândul lor primi (alias "prime-index primes" sau "super-primes"). De exemplu, se poate forma o submulțime (infinită) MP1 din MP extrăgând toate acele elemente din MP care au indecși primi la rândul lor: MP1={P(2)=3, P(3)=5, P(5)=11, P(7)=17, ... P(al n-lea numar prim), P(al [n+1]-lea numar prim)...P(infinit)}. MP1 se mai numește și "mulțimea (șirul) super-primelor de ordinul 1; și se poate scrie și astfel: MP1={P(P(1))=P(2)=3, P(P(2))=P(3)=5, P(P(3))=P(5)=11, P(P(4))=P(7)=17, ...P(P(n))=P(al n-lea număr prim), P(P(n+1))=P(al [n+1]-lea număr prim),  ...P(P(infinit))}.
- Analog, se poate defini și MP2={P(P(P(1)))=P(P(2))=P(3)=5, P(P(P(2)))=P(P(3))=P(5)=11, ...P(P(P(n)))=P(P(al n-lea numar prim)), P(P(P(n+1)))=P(P(al [n+1]-lea numar prim)),  ...P(P(P((infinit)))}. Iterativ, se poate defini și un număr super-prim de ordin x ca P(P(P...P(n)) (cu x funcții P incluse una în alta) și MPx conținînd toate aceste numere pentru x aparținând mulțimii naturale N*={1, 2, 3, ...infinit}. (Neil Fernandez 1999, URL2, URL3)

## Proprietăți
- În anul 300 î.Hr. Euclid a demonstrat că există o infinitate de numere prime. Iată demonstrația: presupunând prin absurd că p ar fi cel mai mare număr prim, construim numărul unu plus produsul numerelor prime de la 1 la p {\displaystyle n=2\cdot 3\cdot 5\cdot 7\cdots p+1}. Acesta nu se divide cu nici unul din numerele 2, 3, 5, ....., p, așadar sau este prim, sau are un divizor prim mai mare ca p, ceea ce contrazice presupunerea că p ar fi cel mai mare număr prim.
- Nu se știe dacă există o infinitate de numere prime gemene (impare consecutive ca: [3, 5]; [41, 43]; [59, 61]; [101, 103] etc.).
- Șirul numerelor prime începe cu 2, 3, 5, 7, 11, 13, 17, 19, 23, 29, 31, 37, 41, 43, 47, 53, 59, 61, 67, 71, 73, 79, 83, 89, 97, 101, 103, 107, 109, 113, 127, 131, 137, 139, 149, 151, 157, 163, 167, 173, 179, 181, 191, 193, 197, 199, 211, 223, 227, 229, 233,

239, 241, 251, 257, 263, 269, 271, 277, 281, 283, 293 
- Descompunerea în factori primi: orice număr natural n, n > 1  poate fi descompus în mod unic (până la o permutare a factorilor) ca produs finit de numere prime, și putem scrie {\displaystyle n=p_{1}^{k_{1}}\cdots p_{r}^{k_{r}}} descompunerea în factori primi  distincți ai lui n unde {\displaystyle p_{j},j={\overline {1,r}}} sunt numere prime distincte.
  - Exemplu : {\displaystyle \ 120=2^{3}\cdot 3\cdot 5}.
  - Pentru numerele întregi avem  {\displaystyle n=\eta \cdot p_{1}^{k_{1}}\cdots p_{r}^{k_{r}}} , unde {\displaystyle \eta \in {\lbrace {-1,1}\rbrace }}.
- Teorema lui Dirichlet: În progresia aritmetică  a, a+q, a+2q, a+3q..., a+nq, .., cu a>0, q>0 numere naturale prime între ele, există o infinitate de numere prime. Demonstrații elementare există pentru progresiile 4n+1 și 4n+3, iar cazul general are o demonstrație elementară foarte lungă, iar altele sunt neelementare.
- Postulatul lui Bertrand: Dacă n > 1 este un număr natural atunci există un număr prim p cuprins între n și 2n, adică n < p < 2n.
- Conjectura lui Andrica: Diferența radicalilor a două numere prime consecutive este întotdeauna mai mică decât 1.[3]
- Există intervale foarte mari în care nu există numere prime, de exemplu între 370261 și 370373.[4]

## Mărimea numerelor prime cunoscute în prezent
- Cel mai mare număr prim găsit până în prezent este 274.207.281- 1 și are peste 22 milioane de cifre.[5]
- În decembrie 2018, a fost descoperit un nou număr prim Mersenne:  282.589.933- 1 și are 24.862.048 de cifre.[6]